# Trondenes Fort
Trondenes Fort ligger på halvøen Trondenes i Vågsfjorden nord for Harstad, Norge. 
Fortet blev anlagt af tyskerne under 2. Verdenskrig i 1943, som en del af atlanterhavsvolden og blev bestykket med fire af verdens største landbaserede kanoner – 40,6 cm i kaliber. Kanonbatteriet, som fik navnet Batterie Theo, skulle sammen med det tilsvarende batteri med navnet Dietl ved adgangen til Vestfjorden, beskytte indsejlingerne til Narvik og dermed sikre den tyske import af jernmalm fra Kiruna i Sverige.
Kanonerne er blevet kaldt Adolf kanoner. Kanonløbets længde er 20,3 meter, en standard granat vejede 1.030 kg og gav en skudlængde på 43 kilometer, medens en lettere granat på 600 kg kunne nå et mål med en afstand på 56 kilometer. 
Kanonrøret vejer 158.864 kilo og har en levetid på 250 – 300 skud.
Der blev i alt fremstillet 11 kanonrør med kaliberet 40,6 cm. Rørene var oprindelig tænkt brugt på slagskibe, som man imidlertid opgav at bygge. Hitler bestemte, at 8 rør skulle bruges til de to batterier i Norge medens de sidste 3 rør skulle indgå i et kanonbatteri i Polen (Batterie Schleswig-Holstein). Under transporten til Norge gik et af rørene tabt. Derfor fik Batterie Dietl på Engeløya i Steigen kommune kun tre kanoner. De 3 kanoner i Polen blev senere flyttet til et batteri på atlanterhavskysten i Frankrig (Batterie Lindemann). 
De to batterier i Norge kom aldrig i aktion. De overgik efter 2. Verdenskrig til det norske forsvar og blev taget ud af aktiv tjeneste i 1964. De fire kanoner ved Trondenesfortet er stadig placeret på fortet medens kanonerne på Engeløya er skrottet. En af kanonstillingerne i Trondenes med kanonen kaldet Barbara, bruges i museumssammenhæng. Da Trondenesfortet stadig er operativt som base for det norske kystjægerkommando, er der ikke fri adgang til kanonstillingen, men guidede ture kan bestilles via turistbureauet i Harstad.